# 秦天真
秦天真（1909年—1998年9月8日），男，贵州毕节人，中华人民共和国政治人物，曾任贵州省革命委员会副主任，贵州省政协副主席，中共贵州省顾问委员会副主任。